# NGC 6848
NGC 6848 (другие обозначения — PGC 64023, ESO 185-52, AM 1958-561, IRAS19588-5613) — спиральная галактика (Sa) в созвездии Телескоп.
Этот объект входит в число перечисленных в оригинальной редакции «Нового общего каталога».